# Sosna augustowska

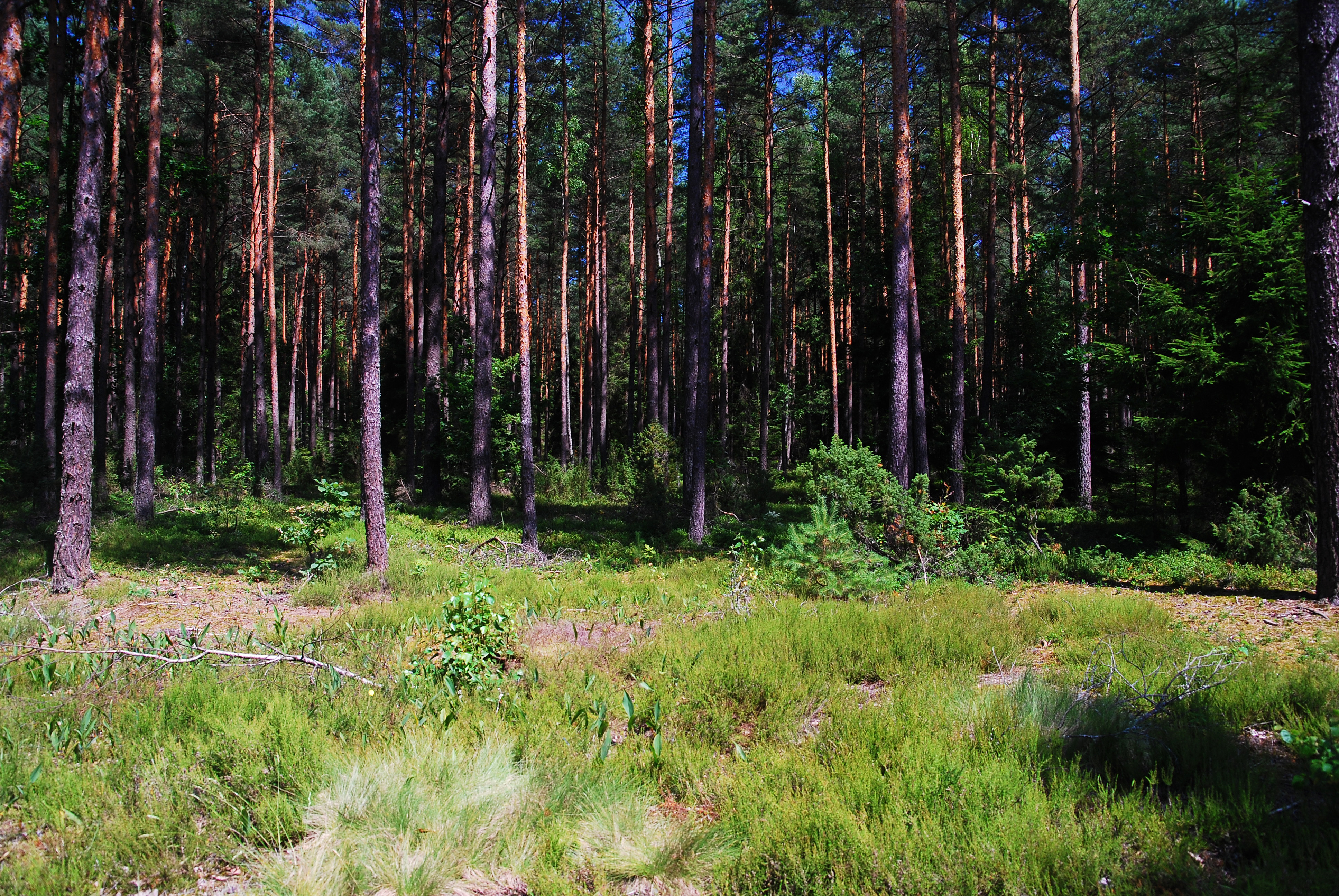
Sosny w rezerwacie Stara Ruda

Sosna augustowska – ekotyp sosny zwyczajnej wytworzony w Puszczy Augustowskiej w woj. podlaskim.
Sosna augustowska jest cenna dzięki przystosowaniu się w toku ewolucji do miejscowych warunków klimatycznych i glebowych. Odmiana ta hodowana jest w szkółkach na terenie Puszczy Augustowskiej, a także w innych częściach Polski.
Lasy sosnowe pokrywają ponad 70% obszaru Puszczy Augustowskiej. Najstarszy, dwustuletni drzewostan sosnowy znajduje się w rezerwacie przyrody Pomorze w gminie Giby. Naturalne siedliska sosny są także chronione m.in. w rezerwatach przyrody Kukle, Mały Borek i Perkuć. Duża część lasów sosnowych wchodzi w skład obszaru chronionego krajobrazu Puszcza i Jeziora Augustowskie. Ponadto pojedyncze sosny lub grupy sosen mają status pomników przyrody.